# Saint-Caprais (Allier)
Saint-Caprais ist eine französische Gemeinde mit 97 Einwohnern (Stand 1. Januar 2022) im Département Allier in der Region Auvergne-Rhône-Alpes (vor 2016 Auvergne). Sie gehört zum Arrondissement Montluçon und zum Kanton Huriel.

## Geographie
Saint-Caprais liegt etwa 24 Kilometer nordnordöstlich von Montluçon.

### Nachbargemeinden
Umgeben ist Saint-Caprais von den Nachbargemeinden Le Brethon im Norden, Le Vilhain im Osten, Louroux-Bourbonnais im Südosten sowie Hérisson im Süden und Westen.

## Bevölkerungsentwicklung
| Jahr      | 1962 | 1968 | 1975 | 1982 | 1990 | 1999 | 2006 | 2011 | 2019 |
| Einwohner | 225  | 225  | 165  | 125  | 112  | 92   | 91   | 89   | 90   |

## Sehenswürdigkeiten
- Kirche Saint-Caprais aus dem 19. Jahrhundert